# Titanic 666
Titanic 666 ist ein US-amerikanischer Horrorfilm aus dem Jahr 2022 von Nick Lyon.

## Handlung
110 Jahre nach dem Untergang der Titanic sticht ihr Nachfolgeschiff Titanic III in See. Dabei handelt es sich um ein modernes Kreuzfahrtschiff, das von einem Reiseveranstalter umgebaut wurde, sodass es seinem Vorbild zum Verwechseln ähnlich sieht. Mit an Bord sind neben reichen Leuten und B- sowie C-Promis unter anderem die Social-Media-Influencerin Mia Stone und ihr Mann Jackson Stone, Professor Hal Cochran, Geschichtsliebhaber und bekennender Sammler von Artefakten des Originalschiffs der Titanic sowie die blinde Passagierin Idina Bess, die sich für die Ausbeutung der ursprünglichen Titanic-Opfer rächen will. Unter Führung von Kapitänin Celeste Rhoade beginnt die Jungfernfahrt auf derselben Route wie damals 1912.
Über der tatsächlichen Untergangsstelle machen die Passagiere und die Crew einen stillen Gedenkmoment an die Opfer der Original-Titanic. Idina, die sich als Nachfahrerin des damaligen Kapitäns der Titanic, Edward John Smith, zu erkennen gibt, beginnt in dem Moment mit Hilfe schwarzer Magie und unter Hilfenahme von einigen Reliquien aus dem Wrack der Titanic die Geister und geschundenen Seelen der 1912 verstorbenen Passagiere zu beschwören. Sie begründet dies damit, dass die Titanic III das Gedenken an ihren Großvater mit dieser Fahrt besudelt. Nach und nach scheint Kapitänin Celeste Rhoades, trotz Unterstützung von Parker auf der Kommandobrücke, nicht mehr Herrin der Lage zu sein.

## Hintergrund

### Produktion
Handlungstechnisch orientiert sich der Film an Titanic und Studio 666. Die Geschichte spielt 110 Jahre nach dem Untergang der Titanic. Ein Großteil der Dreharbeiten fand auf der Queen Mary statt.

### Veröffentlichung
Der Film erschien am 15. April 2022 in den USA. In Deutschland startete der Film am 25. November 2022 in den Videoverleih. Er wurde auch unter den Filmtiteln Titanic Rises und Titanic 3 veröffentlicht.

## Rezeption
Waldemar Dalenogare Neto erteilt dem Film eine schwache Wertung von 1/10 und schreibt, dass The Asylum selbst unter dessen Niveau bliebe. Er meint, „es ist ein schlechter Film, der Trailer ist es schon.“ Er bemängelt, dass es sich nicht um einen klassischen Horrorfilm handelt, er findet es geschmacklos, dass der Film am Jahrestag des Untergangs der Titanic erschien, und kritisiert die „extrem schlechten grafischen Effekte und eine völlig verlorene Besetzung.“
In seiner Rezension für das Paste-Magazin bewertet Matt Donato den Film mit 4/10 und sagte: „Während Netflix Oscar-Ambitionen für seine Originale hegt, scheint Tubi nach Mitternacht das Streaming-Äquivalent von SYFY zu sein. (...) Ich habe dieses Jahr schlechtere Filme gesehen als die Titanic 666, aber auch zu viele bessere Beispiele (...) Allen Widrigkeiten zum Trotz ist Titanic 666 zu dramatisch und geradlinig, als dass der Film gut wäre.“
Für Crooked Marquee vergibt Josh Bell „C−“ Wertung und meint: „Es ist eine langsame, langweilige Spukschiffgeschichte, die viel zu lange braucht, um zu ihren dürftigen Schrecken zu gelangen. Lydia Hearst findet als Nachkomme den richtigen kampflustigen Ton von einem der ursprünglichen Titanic-Opfer, das seine Geister heraufbeschwört, um diese schamlose Ausbeutung seiner Erinnerungen zu verfluchen, und es macht Spaß, AnnaLynne McCord als narzisstische Influencerin zu beobachten, die den Film zu früh verlässt. Aber die Geister selbst sind zahme, schlecht dargestellte Erscheinungen und die tapfere, aufopfernde Kapitänin (Keesha Sharp) ist eine schwache Protagonistin, während die Reise vorhersehbar im Chaos mündet.“
Im Audience Score, der Zuschauerwertung auf Rotten Tomatoes, hat der Film bei mehr als 50 Bewertungen eine Wertung von 15 %. In der Internet Movie Database hat der Film bei über 2.600 Stimmenabgaben eine Wertung von 3,2 von 10,0 möglichen Sternen (Stand: März 2024).